# Canisca II
Canisca II (em greco-bactriano: Kanēške; em brami: Kā-ṇi-ṣka; em sânscrito: कनिष्क; m. 247) foi um rei (basileu) do Império Cuchana de 230 a 247, em sucessão de Vasudeva I (r. 190–230).